# 馬些路·卡路斯卡
马塞洛·阿德里安·卡鲁斯卡（西班牙語：Marcelo Adrián Carrusca，1983年9月1日—），是一名阿根廷職業足球員，司職進攻中場，現效力澳職球會阿德萊德聯。

## 球員生涯
卡鲁斯卡是學生隊的青訓產物，在2001年首次在職業聯賽上場，效力至2006年，期間共上次106次打進12球。
2006年他與土超球會加拉塔沙雷體育會簽下5年價值180歐元的合約。在土耳其踢了一年後，2007年7月25日教練卡尔-海因茨·费尔德坎普表示不想要卡鲁斯卡，要求會方把他賣掉以騰出外籍球員的名額。
2008/09球季，他被外借到墨西哥足球超級聯賽球會藍十字。2009年他回到學生隊參加2009/10阿甲球季。2010年7月8日，他被學生隊外借到班菲尔德以填補離隊的哈梅斯·罗德里格斯。

### 阿德萊德聯
2012年8月3日，卡鲁斯卡與澳職球會阿德萊德聯簽約兩年加盟。

## 榮譽
- 阿根廷U20
  - 南美U20足球錦標賽：1（2003）
- 加拉塔沙雷
  - 土超：1（2007-08）
- 阿德萊德聯
  - 澳洲足總盃：1（2014）